# Krankhaus
Krankhaus ist das erste Studioalbum der australischen Band Angelspit. Der Name Krankhaus ist abgeleitet von Krankenhaus und enthält „Horror, medizinische Experimente und das wundervolle Groteske“.
Krankhaus erschien in Deutschland am 16. Januar 2007. Zum Erscheinen des Albums wurde auch ein Musikvideo zu dem Lied Vena cava gedreht. Angelspit greifen auf dem Album die Gesellschaft und den Glauben an. Dabei geschieht das nicht ohne Humor und oft in Beziehung zur Medizin.

## Rezeption
Der Rezensent von www.medienkonverter.de nannte Krankhaus einen „guten gelungenen Start“ – allerdings hätten mehr melodische, ruhige Stücke „der Intensität keinen Abbruch getan“.

## Titelliste
1. A la mode a la morte (3:53)
2. Vena cava (3:30)
3. Elixir (3:48)
4. 100% (3:15)
5. Juicy (3:55)
6. Flesh Stitched on to a Frame (1:07)
7. Make You Sin (4:02)
8. Get Even (4:41)
9. Dead Letter (4:27)
10. Black Wine (5:48)
11. Scars and Stripes (4:48)
12. Create Desire (4:15)
13. Wolf (4:05)
14. Wreak Havoc (4:34)
15. Elixir (Pill Binge Remix) (4:44) (Internet-Titel)